# گونه (کالبدشناسی)
گونه یا لُپ در کالبدشناسی انسان، به بخشی از صورت که در زیر حفره چشم‌ها، بین بینی و گوش‌ها، و بالای استخوان فک فوقانی قرار دارد گفته می‌شود.
گونه دارای دو نوع حرکت است، یکی از دو حالت آن تابع حرکت آرواره زیرین است و حرکت دیگر با حرکت لب مشترک است. در حرکتی که تابع اندام دیگر است، حرکت دهنده، ماهیچه آن اندام است و در حرکتی که به طور مشترک با لب انجام می‌گیرد، حرکت دهنده ماهیچه‌هایی است که گونه و لب در آن‌ها مشترکند. ماهیچه جنباننده گونه در هر گونه یک ماهیچه پهن است که بنام ماهیچه گونه (ماهیچه شیپوری) نامیده می‌شود.
هریک از دو ماهیچه گونه از چهار جزء ترکیب یافته است، زیرا تارها از چهار موضع به ماهیچه آمده‌اند یکی از این اجزای چهارگانه از تَرقُوه آمده است و انتهای آن در قسمت پایین به کناره هر دو لب پیوسته است (ماهیچه خنده) و با حالت مورب، دهان را به سوی پایین می‌کشاند. خاستگاه جزء دوم (ماهیچه نازک گردن) از دو سوی جناغ سینه و ترقوه است و تار این جزء به طور مورب راه می‌پیماید. بخشی که از سمت راست می‌آید با بخش سمت چپ تقاطع می‌یابد و آنگاه به قسمت پایینی کناره چپ لب می‌چسبد و بخش سمت چپی به بخش پایینی کناره راست می‌پیوندد وقتی این تار (ماهیچه حلقوی دهان) منقبض می‌شود، دهان را تنگ می‌کند و در واقع کار آن برای دهان مشابه کار بند کیسه برای کیسه است. خاستگاه جزء سوم (ماهیچه نازک گردن) از کتف و نزدیک زائده غرابی است و به بالای بخش دیگری که به آن مربوط است، و آن به ماهیچه‌ها می‌رسد، می‌پیوندد، و به‌وسیله آن گرایش یکنواخت لب به هر دو طرف انجام می‌پذیرد.
خاستگاه جزو چهارم (ماهیچه گونه‌ای بزرگ و کوچک) کناره‌های گردن است و از نزدیک هر دو گوش عبور می‌کند و با اجزای گونه می‌پیوندد و حرکت نمایانی به گونه می‌دهد. در این حالت لب به پیروی از گونه حرکت می‌کند. در برخی اشخاص این جزء چهارم به بیخ گوش بسیار نزدیک است و به گوش چسبیده است و آن را به حرکت درمی‌آورد.

## نقش زیبایی
گونه‌ها و لُپ، به‌عنوان بخش های برجسته صورت، نقش مهمی در خصوص زیبایی و جوانی چهره ایجاد می‌کنند. با افزایش سن، ممکن است افتادگی و کاهش حجم در این ناحیه رخ دهد که می‌تواند ظاهر افراد را تحت تأثیر قرار دهد. برای مقابله با این تغییرات، روش‌های مختلفی برای لیفت گونه از جمله جراحی پلاستیک و ریتیدکتومی توسعه یافته‌اند که به بازگرداندن حجم و سفتی پوست کمک می‌کنند. اقدام لیفت گونه مزایا و معایب نیز دارد. 

#### مزایا:
- بهبود ظاهر و جوان‌سازی صورت: با بالا بردن و سفت کردن پوست، ظاهر جوان‌تر و شاداب تر به نظر خواهد رسید.[۱۰]
- دوره بهبودی کوتاه‌تر در روش‌های غیرجراحی:  برخی از روش‌ های لیفت گونه، دارای دوره بهبودی کوتاه تری نسبت به جراحی‌های تهاجمی هستند.[۱۱]

#### معایب:
- دوره نقاهت و عوارض پس از جراحی[۱۲]

- نامتوازن شدن صورت [۱۳]

## دیگر موجودات
در حیوانات و دیگر موجودات زنده، بیرون گونه ها با پوست همراه با مو و داخلشان با پوشش صاف یا زبر (مانند گاو) پوشیده شده است. معمولاً ترشحات لازم برای مرطوب نگه داشتن دهان از ظریق غدد داخل گونه صورت میگیرد. در نشخوارکنندگان، یکی از این غدد به نام غده زیگوماتیک بزرگ‌ است.
همچنین در هنگام جویدن، گونه‌ها و زبان کمک می‌کنند که غذا بین دندان‌ها بماند. بعضی حیوانات مثل سنجاب ها و همسترها از گونه‌هایشان به عنوان کیسه برای حمل و نگهداری غذا و خوراکی ها استفاده می‌کنند. 

## جستارهای وابسته

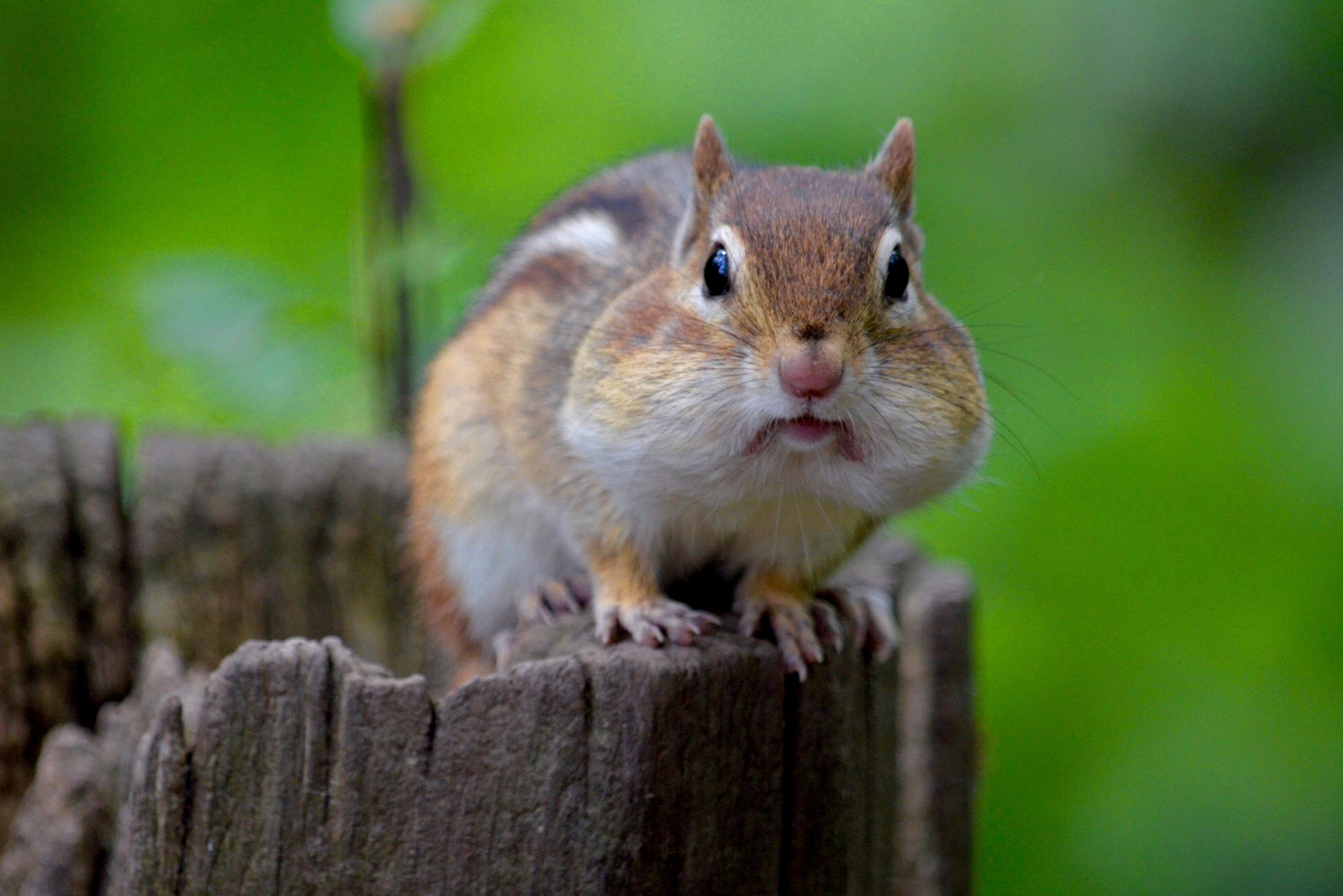
یک سنجابچه شرقی از کیسه‌های گونه‌اش برای ذخیره کردن غذا استفاده می‌کند.